# Гало-орбіта
Гало-орбіти — колові орбіти навколо колінеарних точок Лагранжа (L1, L2 або L3). Гало-орбіти є результатом складної взаємодії в системі трьох тіл, зокрема, у системах «Сонце — Земля» чи «Земля — Місяць», що включають космічні кораблі. Гало-орбіти розташовані в площині, що перпендикулярна до площини, в якій обертаються основні тіла системи. Ці орбіти загалом нестабільні, однак утримання космічних апаратів на них потребує невеликих витрат палива.

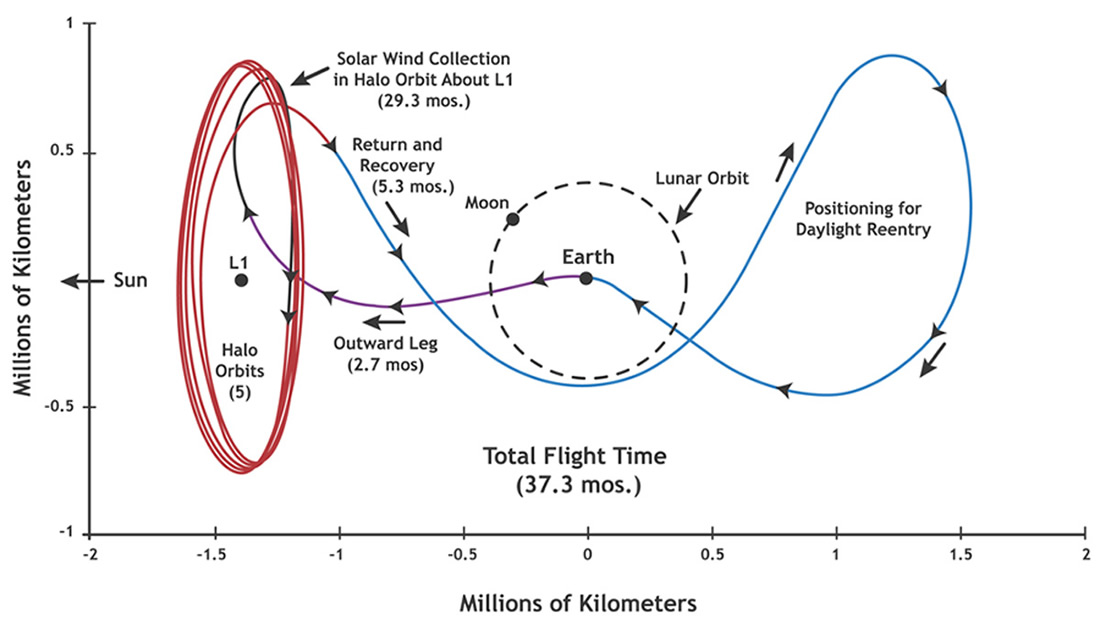
Траєкторія польоту космічного апарата Genesis.
Червоним кольором позначено гало-орбіту навколо точки L_{1} системи «Сонце — Земля»

## Визначення та історія
Назву «гало» для таких орбіт вперше вжив Роберт В. Фаркуар у своїй кандидатській дисертації 1968 року. Фаркуар пропонував використання космічного корабля на гало-орбіті зі зворотного боку Місяця (навколо точки Лагранжа L2 системи «Земля — Місяць») як ретрансляційної станції для зв'язку з Аполлоном у польоті на зворотний бік Місяця. Космічний корабель на такий гало-орбіті було б безперервно видно як із Землі, так і зі зворотного боку Місяця. Зрештою, політ Аполлона на зворотний бік Місяця не відбувся і супутник для зв'язку зі зворотним боком Місяця не знадобився.
Фаркуар використовував аналітичні формули для обчислення гало-орбіти, але Кейтлін Хауелл показала, що точніші траєкторії можна обчислити чисельними методами.
Уперше гало-орбіта була використана супутником ISEE-3, який було запущено 1978 року. Він перебував поблизу точки L1 системи «Сонце — Земля» і залишався там протягом кількох років.
Наступним проектом, що використовував гало-орбіту, став спільний проект ЄКА і НАСА з вивчення Сонця — космічний апарат SOHO, який прибув у точку L1 системи «Сонце — Земля» 1996 року. Цей апарат використовував орбіту, що нагадує орбіту апарата ISEE-3. Відтоді поблизу колінеарних точок Лагранжа побувало багато космічних апаратів. Зазвичай вони перебували не на колових, а на квазі-еліптичних орбітах, які подібні до гало-орбіт та відомі під назвою орбіти Ліссажу. Наприклад, космічний апарат Genesis, створений у 2001 році, який став піонером у використанні теорії динамічних систем, щоб знайти маловитратну траєкторію для виходу на орбіту і сходу з неї[джерело?].

## Посилння
- CDS140B: Computation of Halo Orbit Архивная копия от 16 сентября 2006 на Wayback Machine
- SOHO — The Trip to the L1 Halo Orbit [Архівовано 9 листопада 2020 у Wayback Machine.]
- Low Energy Interplanetary Transfers Using Halo Orbit Hopping Method with STK/Astrogator
- Gaia’s Lissajous Type Orbit — a Lissajous-type orbit, i.e., a near-circular ellipse or «halo»